# Herb powiatu bełchatowskiego
Herb powiatu bełchatowskiego – jeden z symboli powiatu bełchatowskiego, ustanowiony 24 kwietnia 2002.

## Wygląd i symbolika
Herb przedstawia na tarczy w polu błękitnym tarczy późnogotyckiej od czoła tarczy dwie lilie srebrne w pas, od podstawy tarczy głowa połulwa czerwona z głową połuorła czarnego ze złotym dziobem i językiem czerwonym, złączone w słup, pod wspólną osadzoną na ich głowach koroną otwartą złotą. Głowa połuorła i połulwa z koroną nawiązuje do historycznego herbu ziemi sieradzkiej. Dwie lilie srebrne i błękitne pole to elementy herbu arcybiskupstwa gnieźnieńskiego, do którego uposażenia należało wiele miejscowości dzisiejszego powiatu. Między innymi dawne miasto, obecnie dzielnica Bełchatowa - Grocholice.